# Leptin
Leptin je adipocitokin, proizvod lučenja masnih stanica, adipocita koji je otkriven 1996. Nazvan je prema grčkoj riječi "leptos", "mršav". Kao peptid građen je od 167 aminokiselina i kodiran je na 7. kromosomu u čovjeka. Osim masnih stanica leptin u manjoj mjeri luče želudac, placenta i poprečnoprugasti mišići.

## Povijest
Povijest leptina počinje 1994. kada je u genetički debelih miševa utvrđen nedostatak ob/ob gena. Ti laboratorijski uzgojeni miševi još su od 1950-ih bili poznati po recesivnom genetičkom deficitu koji se očitovao povećanim tekom, teškom debljinom, šećernom bolešću i neplodnošću. Otkrićem proizvoda ob gena, leptina i njegovom primjenom fenotip debelih ob/ob miševa je preokrenut i oni brzo mršave. Ustanovljeno je da leptin djeluje kao signal sitosti u hipotalamusu tijekom stanja energetskog obilja. Njegova koncentracija raste eksponencijalno s količinom masnog tkiva, posebice potkožnoga.
Leptin je odmah nakon otkrića uzročno povezan s debljinom pa je pretpostavljeno da bi se njegovom terapijskom primjenom u ljudi mogla liječiti prekomjerna težina. Primjena rekombiniranoga leptina u debelih osoba međutim doživjela je neuspjeh jer je utjecaj leptina na njihovu težinu bio klinički vrlo slab. Otkriveno je tek nekoliko obitelji u svijetu s pravim genetičkim nedostatkom leptina što ih od najranijeg djetinjstva čini ekstremno debelim i samo je kod njih primjena leptina našla svoj izvorni smisao.
Uloga leptina pokazala se, naime, izrazito složenijom nego što se to činilo na prvi pogled. Leptin djeluje kao aferentni signal u jezgrama hipotalamusa u dva smjera: smanjuje aktivnost putova koji potiču glad, a potiče aktivnost putova koji izazivaju sitost. Osim na smanjenje unosa hrane leptin djeluje i na pojačanu potrošnju energije kroz utjecaj na simpatički sustav i termogenezu. Prosljeđujući informaciju hipotalamusu o količini energije spremljene u masnom tkivu, leptin predstavlja dio povratne sprege koja kontrolira stabilnost ukupnih zaliha energije. U gladovanju leptin pada i neposredno se potiču sveukupni hormonski, metabolički i kognitivni mehanizmi prilagodbe na nedostatak hrane te dolazi do pojačanja teka i smanjenja energetske potrošnje. U obrnutom slučaju, kod obilne ponude hrane, leptin smanjuje tek i pojačava energetsku potrošnju. Promjene razine leptina djeluju u smislu protivljenja promjeni težine u bilo kojem smjeru poput termostata.
Tjelesna težina kao rezultat unosa i potrošnje energije u većine je odraslih ljudi godinama vrlo stabilna. U osoba s normalnom tjelesnom težinom ta homeostaza energije održava se na razini oko 20% masti u tjelesnoj težini, ali u debelih osoba ta ravnoteža je pomaknuta na više od 30 %. Razlog tog pomaka krije se u razvitku leptinske rezistencije: dolazi do smanjene osjetljivosti leptinske povratne sprege i neuspjeha povrata na prethodnu težinu uz porast leptina. Debeli ljudi imaju dovoljno, zapravo čak povećane količine leptina, ali njihov hipotalamus ne uspijeva dobiti taj podatak o dovoljnoj količini energetskih zaliha.
Složene olfaktorne, vizualne, emocionalne, više kognitivne funkcije, a i nekoliko drugih signalnih putova utječu na hranjenje, međutim već u ovome osnovnom leptinskom mehanizmu povratne sprege (adipostatu) krije se patogeneza debljine. U suprotnosti sa svjesnom željom za mršavljenjem, snažni biološki podsvjesni mehanizmi održavaju tjelesnu težinu stalnom i razlog su neuspjeha većine ljudi u nastojanjima za smanjenjem težine.
Uz upravljanje homeostazom energije - među važnim učincima leptina također je utjecaj na neuroendokrine funkcije. Dokazana je uloga leptina u sazrijevanju i aktivaciji reproduktivne osi. Porast leptina prethodi pubertetskom porastu gonadotropina te estradiola, odnosno testosterona. Premda nije izravan okidač za početak puberteta, leptin se smatra permisivnim čimbenikom ili signalom spremnosti: razina leptina ukazuje na zadovoljavajuću težinu i energetske zalihe koje omogućuju plodnost. 
Osim središnjih učinaka leptina, posebno se ističe međudjelovanje leptina i upalnog sustava. Leptin se ponajprije smatra proupalnim čimbenikom, ali istodobno štiti od infekcija.To djelovanje tumači se kao prilagodba s ciljem jačanja imunoloških sposobnosti, a u suprotnosti je s imunosupresivnim učinkom gladovanja.
|  | Molimo pročitajte upozorenje o korištenju medicinskih informacija. Ne provodite liječenje bez savjetovanja s liječnikom! |